# Gentse Republiek

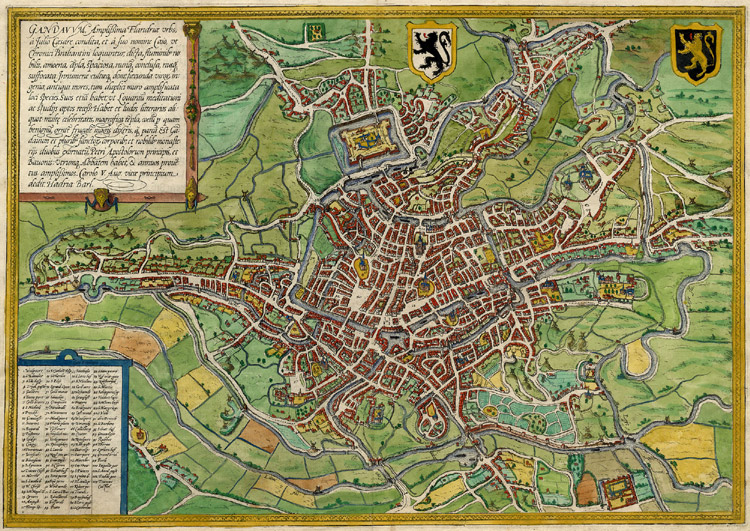
Gent in 1576. Braun & Hogenberg.

De Gentse Republiek was de periode tussen 1577 en 1584, waarin de stad Gent bestuurd werd door calvinistische opstandelingen, en zo deelnam aan de Nederlandse Opstand.

## Voorgaande
De stad had al eerder revolutionaire regeringen gehad, met name onder Jacob van Artevelde in de 14e eeuw. In 1537 weigerde de stad opnieuw een bede van de landvoogdes Maria van Hongarije ter ondersteuning van de oorlogen van keizer Karel V tegen Frankrijk. Deze Gentse Opstand werd door de keizer neergeslagen in 1540. De leiders van de opstand moesten in boetekleed en met een strop om de hals vergiffenis vragen. Gent werd aan een nieuw statuut onderworpen, de zogenaamde Concessio Carolina. De Klokke Roeland, zinnebeeld van de Gentse zelfstandigheid, werd weggehaald uit het belfort en een nieuwe burcht, het Spanjaardenkasteel, zou er voortaan over waken, dat de Gentenaren zich gedroegen.

## De republiek

De Nederlandse Opstand in 1577-78.

Op 8 november 1576, in de eerste fase van de Tachtigjarige Oorlog, werd in de verzamelde Staten-Generaal van de Nederlanden de Pacificatie van Gent gesloten, een godsdienstvrede tussen "Roomsen" en protestanten. Twee dagen daarna veroverden de opstandelingen, bijgestaan door stadhouder Jan van Croÿ, het Spanjaardenkasteel op koningsgezinde troepen tijdens het beleg van het Spanjaardenkasteel. Echter, zodra landvoogd don Juan van Oostenrijk in de Nederlanden aankwam, erkende Croÿ diens gezag en verliet hij de Opstand. In zijn plaats werd Aarschot 20 september 1577 verkozen als Staatse stadhouder van Vlaanderen. Dit was echter een doorn in het oog van o.a. de calvinistische Gentse bourgeoisie.

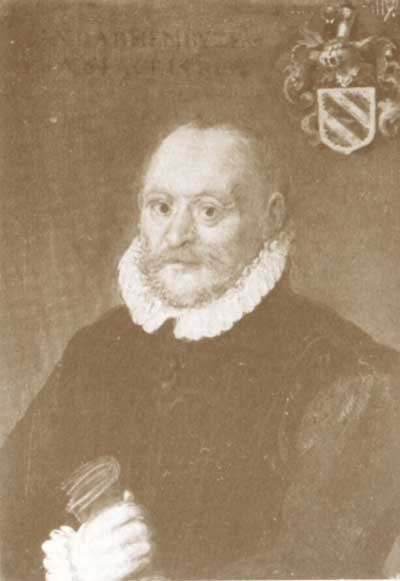
Jan van Hembyze.

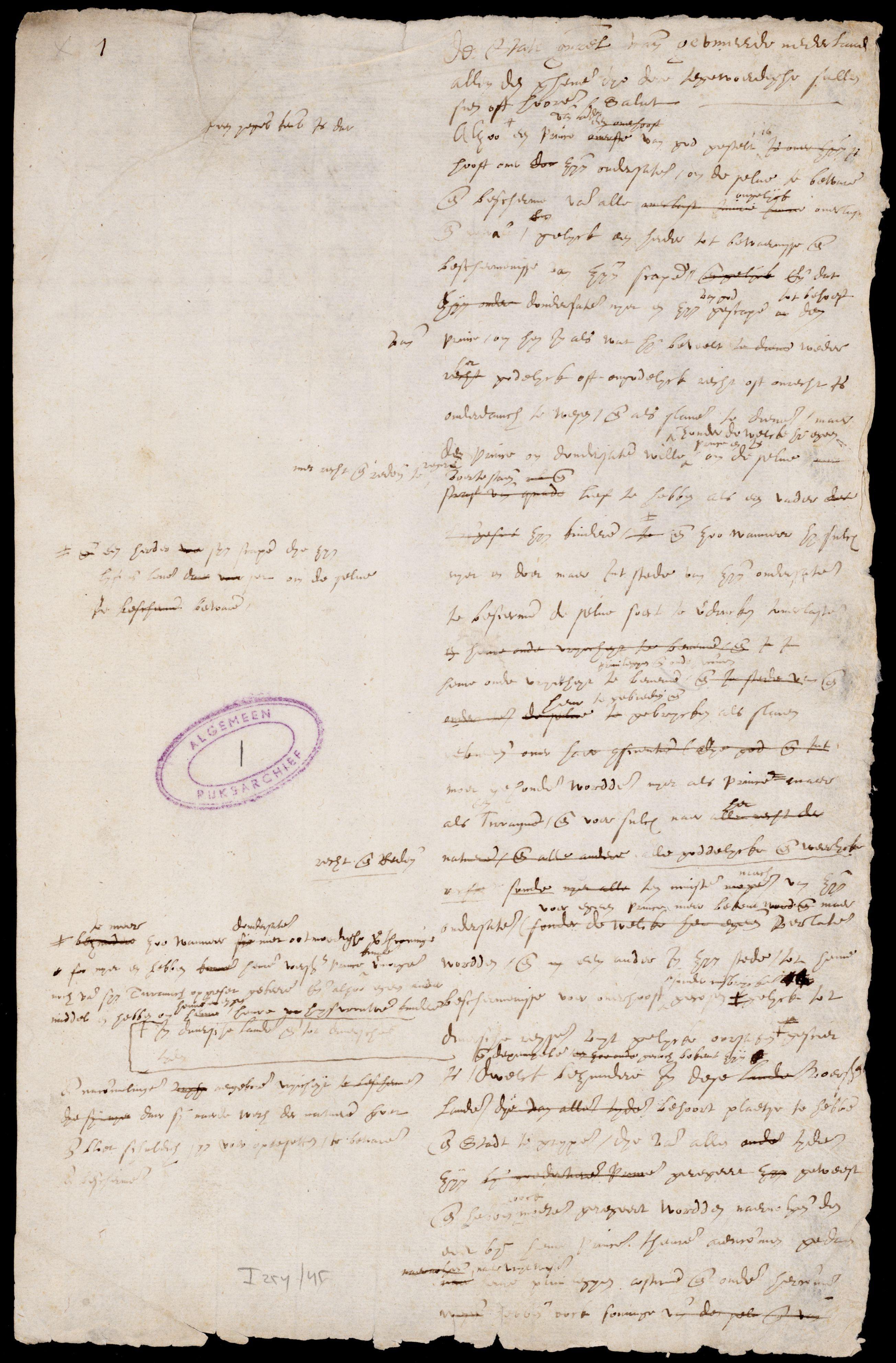
Het Plakkaat van Verlatinghe, ook door Vlaanderen getekend

Op 28 oktober 1577 greep het Gentse stadsbestuur onder leiding van de radicale calvinisten Jan van Hembyze en François van Ryhove de macht over het graafschap Vlaanderen. Stadhouder Aarschot, de grootbaljuw van Gent en de bisschoppen van Brugge en Ieper werden gevangengenomen. Naar het voorbeeld van Brussel werd op 1 november een Comité van XVIII mannen, met Hembyze als eerste schepen, aangesteld die het bewind zouden voeren. Hembyze werd gesteund door calvinistische predikanten als Petrus Datheen en Herman Moded in zijn antikatholieke terreur. Ryhove bewapende het volk en nam vreemde (Engelse en Schotse) huurlingen in dienst, waarmee het de Gentse Republiek lukte grote delen van het graafschap Vlaanderen te beheersen. Tegen juli 1578 had de Calvinistische Republiek al Kortrijk, Menen, Ieper, Ronse en Brugge ingenomen en in elk van deze steden een comité van XVIII mannen ingesteld. Ook Oudenaarde, Axel, Hulst, Sint-Niklaas, Duinkerke, Sint-Winoksbergen, Veurne enz. werden door de calvinisten bezet, terwijl Deinze en Dendermonde zich vrijwillig aansloten bij de Gentse beweging. In 1579 werd Wetteren geplunderd. Elke plaats die een omwenteling meemaakte werd het toneel van beeldenstormerijen en gewelddadigheden tegen katholieke geestelijken.
Aanvankelijk wilden de beide Gentse leiders niet weten van de door Willem van Oranje bepleite godsdienstvrede. De radicale protestantisering van de stad kwam tot een hoogtepunt tijdens de zogeheten Pinksterstorm (half mei 1578). Het comité der XVIII stadsbestuurders orkestreerde een beeldenstorm gericht tegen katholieke kloosters en kerken, omdat er homoseksuele monniken zouden leven. Toen vijf beschuldigde monniken (waaronder Hembyzes 19-jarige neef Clays Danneels) ontkenden, werden ze gemarteld tot ze bekentenissen aflegden; daarop werden ze op de Vrijdagmarkt op de brandstapel gezet; drie andere vermeende "sodomieten" werden gegeseld in het openbaar en verbannen.
Op 4 februari 1579 sloot Gent zich als eerste Vlaamse stad aan bij de Unie van Utrecht. Koning Filips II, die ook graaf van Vlaanderen was, werd op 6 augustus 1579 van zijn gezag vervallen verklaard, omdat hij onredelijke vredesvoorwaarden zou hebben gesteld. Hierom verloor hij zijn heersrecht, dat de stadsmagistraat voortaan zou uitoefenen; vandaar dat men spreekt van de Gentse (calvinistische) Republiek. Gent nam daarmee het voortouw van de Nederlandse Opstand (Oranje was officieel nog trouw aan Filips II). Mochten de Keulse vredesonderhandelingen (bezig sinds mei 1579) met Filips niet succesvol verlopen dan voorzag het Gentse programma een systeem van zelfstandige stadsrepublieken naar Italiaans model. Dit weliswaar ten nadele van de zelfstandigheid van de kleinere steden. Voor het graafschap Vlaanderen zouden dat de Vier Leden zijn: Gent, Brugge, Ieper en het Brugse Vrije.
Eind 1579 ontstond strijd tussen de meer Oranjegezind geworden Ryhove en de radicalere Hembyze, waardoor Ryhove even de stad moest verlaten. Later wist Ryhove met hulp van Oranje Hembyze uit het stadsbestuur te zetten en werd hij zelf op 1 september 1579 grootbaljuw van Gent in dienst van Oranje.

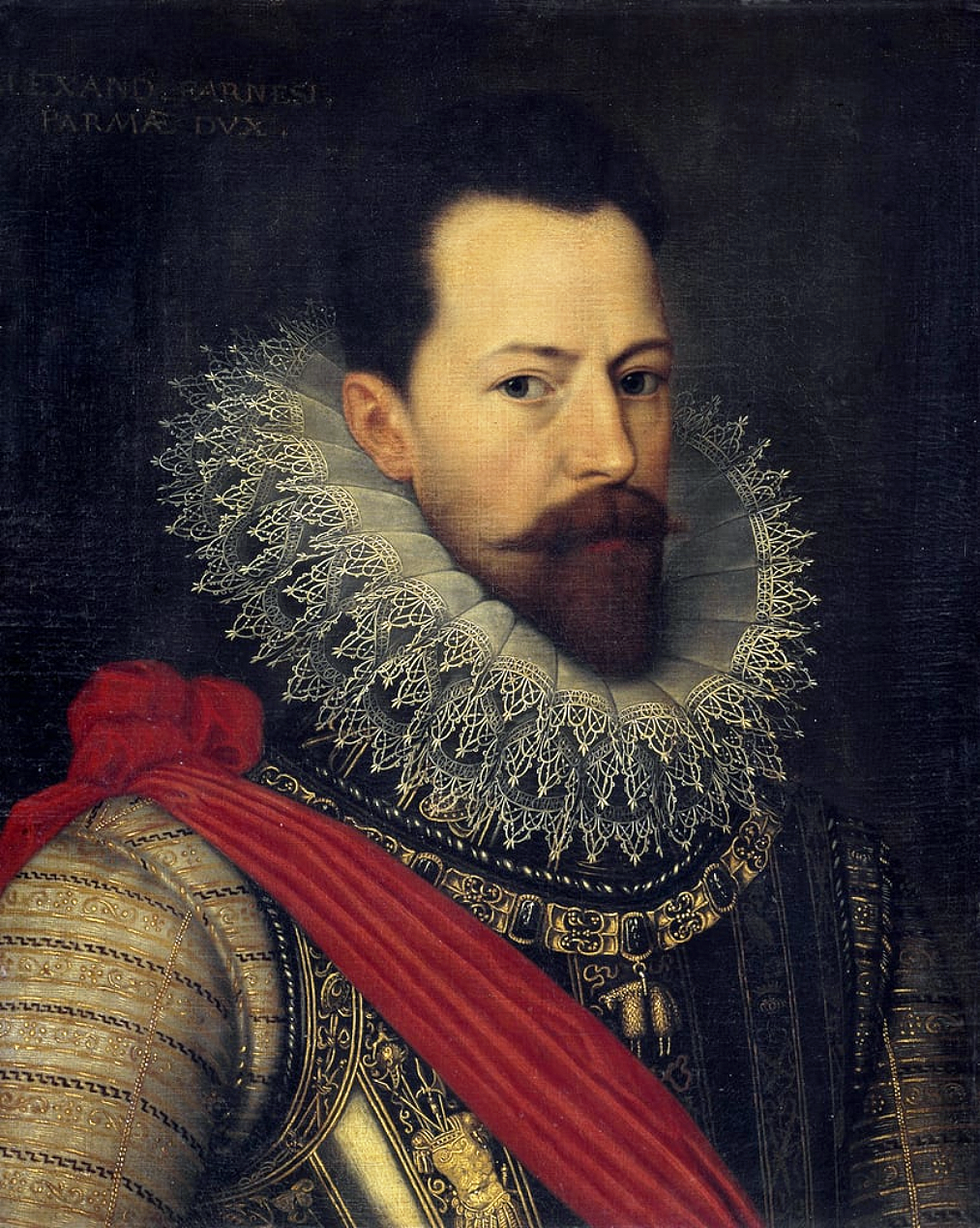
Alexander Farnese (Parma).

Twee jaar later tekenden de Staten van Vlaanderen op 26 juli 1581 ook het Plakkaat van Verlatinghe, dat is de afzetting van de koning (eigenlijk van de graaf). Voor het graafschap was dit dus eigenlijk een herhaling van wat men in 1579 reeds had afgekondigd, maar deze keer samen met Brabant, Friesland, Gelre en Zutphen, Holland en Zeeland, Mechelen en Utrecht. Een belangrijk verschil was echter wel dat de andere gewesten niet streefden naar een republikeinse staatsvorm, maar naar een nieuwe vorst; daarmee was het Plakkaat een stuk gematigder dan de eerdere Gentse afzwering.
Tijdens het calvinistische bewind werd de eerste Gentse theologische universiteit opgericht in 't Pand, vandaag gerestaureerd en eigendom van de Universiteit Gent. Ook werd er een nieuwe militaire omwalling rond Gent gebouwd; keizer Karel V had de oude stadsmuur laten afbreken. Het door Karel gebouwde Spanjaardenkasteel werd weer ontmanteld.

## De nederlaag
Verzet tegen de Gentse Republiek kwam het eerst van katholieken uit de Franstalige zuidelijke provincies, de malcontenten (in Gent ook smalend paternosterknechten genoemd) onder leiding van onder andere Emanuel Filibert van Lalaing. Deze nam op 1 oktober 1578 als eerste Menen in. Op 28 februari 1580 viel Kortrijk in handen van de malcontenten; een paar maanden later ook Deinze. Landvoogd Alexander Farnese (prins van Parma) lijfde uiteindelijk de malcontente partij in bij zijn leger en begon aan de herovering van Vlaanderen. Op 6 juli 1582 viel Oudenaarde, het volgende jaar gingen Aalst, Duinkerke en Nieuwpoort voor de opstandelingen verloren en werd het beleg voor Ieper geslagen. Opnieuw vond een omwenteling plaats: het Gentse stadsbestuur haalde Hembyze terug op 24 oktober 1583, en Ryhove werd verbannen. Daarop installeerde Ryhove zich in Dendermonde en blokkeerde de bevoorrading van Antwerpen naar Gent. Terwijl de Spanjaarden de stad belegerden, oefende Hembyze een halfjaar een dictatuur uit over de Gentse burgerij; hij bleek echter in het geheim te onderhandelen met Parma, werd 23 maart opgepakt en op 4 augustus 1584 wegens hoogverraad terechtgesteld. In het voorjaar van 1584 moesten Ieper en Brugge zich aan Parma overgeven en ten slotte werd op 17 augustus 1584 Gent onderworpen. Ruim 4.000 Gentenaren weken uit naar het noorden, waar later de Republiek der Zeven Verenigde Nederlanden ontstond. De rooms-katholieke godsdienst werd wederom de enige toegestane, en het Spanjaardenkasteel werd hersteld.

## Galerij

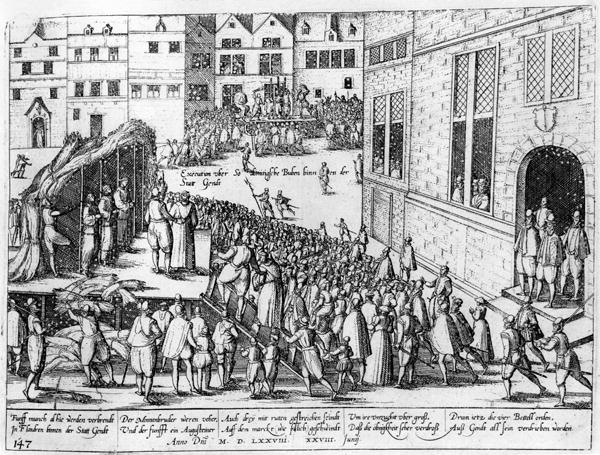
Executies van monniken (terechtgesteld wegens sodomie) op de Gentse vrijdagmarkt, 28 juni 1578.